# Spathiopterygidae
Spathiopterygidae – wymarła rodzina błonkówek z infrarzędu owadziarek i nadrodziny Diaprioidea. Obejmuje siedem opisanych gatunków, zgrupowanych w pięciu rodzajach. Żyły w kredzie na terenie obecnej Europy, Azji i Ameryki Północnej.

## Morfologia
Błonkówki drobne, o ciele długości poniżej 2 mm.
Hipognatyczna głowa zaopatrzona była w przyoczka, okrągłe oczy złożone, dobrze wgłębiony szew epistomalny, szerszy niż dłuższy nadustek, krótką i zaokrągloną na szczycie wargę górną, szerokie pola malarne, endodontyczne i zachodzące na siebie żuwaczki z dwoma zębami, dwuczłonowe głaszczki szczękowe i trójczłonowe głaszczki wargowe. Pozbawione wcisków czy bruzd czoło tworzyło w połowie wysokości twarzy słaby występ na którym osadzone były długie i smukłe czułki, u obu płci zbudowane z 14 członów. Zakrzywione sensilla trychoidalne obecne były tylko na biczyku samców; sensilla plakoidalne nie występowały. Brak było żeberka potylicznego.
Wyższa niż szersza mezosoma miała przedplecze o kątach tylno-bocznych niemal sięgających tegul, tylnej krawędzi głęboko wklęśniętej, a bocznych powierzchniach wyraźnie zlanych z mezopleurami. Nieco wyniesiona tarcza śródplecza cechowała się lekko zbiegającymi się ku tyłowi brzegami bocznymi, wykształconymi notauli i brakiem linii parapsydialnych. Zaplecze miało postać wąskiego, poprzecznego paska. Na krótkim pozatułowiu brak było żeberek. Skrzydło przednie było szpatułkowate (szypułkowato u nasady zwężone), większe od ciała i sięgające daleko poza szczyt odwłoka. Użyłkowanie było zredukowane, pozbawione żyłki kostalnej. Nie występowała pterostygma. Skrzydła tylne bywały zredukowane lub całkiem zanikłe. Duże odnóża miały wykształcone przedudzia, zaopatrzone w jedną ostrogę golenie oraz pięcioczłonowe stopy z członem pierwszym najdłuższym, a ostatnim opatrzonym niezmodyfikowanymi pazurkami i dużymi aroliami.
Metasoma była osadzona nisko na pozatułowiu, u samców o zredukowanym styliku, u samic znacznie dłuższa niż głowa i mezosoma razem wzięte. Genitalia samców cechowały się tępym edeagusem i wyodrębnionymi paramerami. U samic ósmy tergit był rurkowato wyciągnięty i zaopatrzony w wierzchołkowo umieszczone przysadki odwłokowe, a hypopygium leżało blisko szczytu odwłoka.

## Taksonomia i zapis kopalny
Takson ten wprowadzony został w 2013 roku przez Michaela S. Engela i Jaimego Ortegę-Blanco na łamach „American Museum Novitates” w publikacji współautorstwa Carmen Soriano, Davida A. Grimaldiego i Xaviera Delclòsa. Zalicza się do niego siedem opisanych gatunków, zgrupowanych w pięciu rodzajach:
- †Myamaropsis Engel et Ortega-Blanco, 2013
- †Spathiopteryx Engel et Ortega-Blanco, 2013
- †Spathopria Engel, Ortega-Blanco et Grimaldi, 2013
- †Diaspathion Engel et Huang, 2015
- †Diameneura Santer et Álvarez-Parra, 2022

Przedstawiciele rodziny znani są wyłącznie z inkluzji w bursztynie znajdowanych na terenie Hiszpanii, Węgier, Libanu, Mjanmy i Stanów Zjednoczonych; datowane są one na barrem, alb, cenoman, turon i santon.
Spathiopterygidae umieszczane są w nadrodzinie Diaprioidea, cechującej się czułkami położonymi na występie i niezmodyfikowanymi pazurkami. Jako grupę siostrzaną Spathiopterygidae wskazuje się Maamingidae – obie rodziny łączy zanik żeberka potylicznego i redukcja stylika. Tworzony przez dwie rodziny klad zajmować ma pozycję siostrzaną dla Diapriidae, tworząc z nimi większy klad charaktryzujący się przesunięciem czułków wysoko ponad nadustek i zanikiem pterostygmy.